# السودان في الألعاب البارالمبية
ظهرت السودان في الألعاب البارالمبية الصيفية لأول مرة في دورة الألعاب البارالمبية الصيفية لعام 1980 في آرنم، حيث أرسلت وفداً مكوناً من أحد عشر رياضياً للمنافسة في ألعاب القوى والسباحة وتنس الطاولة. لم تشارك البلاد مرة أخرى حتى دورة الألعاب البارالمبية الصيفية لعام 2004 في أثينا، حيث تم تمثيلها فقط من قبل اثنين من المتنافسين في ألعاب القوى. غابت السودان مرة أخرى في دورة الألعاب لعام 2008.
فازت السودان بميدالية بارالمبية واحدة، وهي ميدالية ذهبية فاز بها محمد أحمد عصام في عام 1980.
لم تشارك السودان أبداً في الألعاب البارالمبية الشتوية.

## جداول الميداليات

### الميداليات حسب الألعاب الصيفية
| الألعاب     | الرياضبيون | الذهبي | الفضي | البرونزي | المجموع | الترتيب |
| أرنهيم 1980 | 11         | 1      | 0     | 0        | 1       | 33      |
| أثينا 2004  | 2          | 0      | 0     | 0        | 0       | –       |
| Total       | Total      | 1      | 0     | 0        | 1       | 71      |

### الميداليات حسب الرياضات الصيفية
*   البلد المضيف (مضيف)
| Sport     | ذهبية | فضية | برونزية | المجموع |
| --------- | ----- | ---- | ------- | ------- |
| Athletics | 1     | 0    | 0       | 1       |
| المجموع   | 1     | 0    | 0       | 1       |

## قائمة الحاصلين على الميداليات
| الميدالية | الاسم              | اللعبة      | الرياضة     | الحدث                   |
| --------- | ------------------ | ----------- | ----------- | ----------------------- |
| ذهبية     | محمد بشير التيجاني | أرنهيم 1980 | ألعاب القوى | دفع الجلة للرجال فئة 1B |